# Championnat d'Estonie de football 2022
Navigation
Meistriliiga 2021 Meistriliiga 2023
La saison 2022 du Championnat d'Estonie de football est la 32e de l'élite du football estonien.
Les dix meilleurs clubs du pays sont regroupés au sein d'une poule unique où ils s'affrontent quatre fois. À l'issue de cette phase, les six premiers s'affrontent une fois à domicile ou à l'extérieur. En fin de saison, le dernier du classement est relégué et remplacé par le champion de deuxième division, tandis que le 9e affronte le vice-champion de D2 en barrage de promotion-relégation.
Le FCI Levadia Tallinn est le champion sortant. Le Flora Tallinn est sacré champion d'Estonie pour la 14e fois, remportant le titre à cinq journées de la fin.

## Qualifications européennes
Le championnat délivre trois places pour les compétitions continentales : le champion d'Estonie se qualifie pour le tour préliminaire de la Ligue des champions de l'UEFA 2023-2024 tandis que les deuxième et troisième du classement obtiennent leur billet pour le premier tour de qualification de la Ligue Europa Conférence 2023-2024. La troisième place en Ligue Europa Conférence est réservée au vainqueur de la Coupe d'Estonie, ou au 4e du classement final, si le vainqueur de la Coupe a terminé le championnat parmi les trois premiers.

## Participants
| \| Tallinn : Flora Tallinn Levadia Tallinn Nõmme Kalju TJK Legion JK Tallinna Kalev Tallinn Paide Kuressaare Tartu Narva Pärnu \| Localisation des clubs engagés dans le championnat. |
| Tallinn : Flora Tallinn Levadia Tallinn Nõmme Kalju TJK Legion JK Tallinna Kalev Tallinn Paide Kuressaare Tartu Narva Pärnu                                                           |

| Club                | Dernière montée | Classement 2021 | Entraîneur                 | Depuis | Stade                    | Capacité théorique |
| ------------------- | --------------- | --------------- | -------------------------- | ------ | ------------------------ | ------------------ |
| Levadia Tallinn     | 1999            | 1er             | Marko Savić                | 2022   | A. Le Coq Arena          | 14 336             |
| Flora Tallinn       | 1992            | 2e              | Jürgen Henn                | 2018   | A. Le Coq Arena          | 14 336             |
| Paide Linnameeskond | 2009            | 3e              | Karel Voolaid              | 2022   | Stade Paide              | 500                |
| Nõmme Kalju         | 2008            | 4e              | Kaido Koppel               | 2022   | Stade Hiiu               | 500                |
| TJK Legion          | 2020            | 5e              | Denis Belov                | 2016   | Stade de Kadriorg        | 5 000              |
| Narva Trans         | 1992            | 6e              | Alexei Eremenko            | 2022   | Kalev FAMA Staadion      | 2 000              |
| FC Kuressaare       | 2018            | 7e              | Roman Kozhukhovskyi        | 2019   | Kuressaare linnastaadion | 2 000              |
| Tammeka Tartu       | 2005            | 9e              | Carlos Miguel Sousa Santos | 2022   | Stade Tamme              | 1 750              |
| JK Vaprus Pärnu     | 2021            | 10e             | Dmitrijs Kalasnikovs       | 2022   | Pärnu Rannastaadion      | 1 501              |
| JK Tallinna Kalev   | 2022            | 2e (Esiliiga)   | Daniel Meijel              | 2022   | Stade central de Kalev   | 11 500             |

Légende des couleurs
- Tour préliminaire de la Ligue des champions 2022-2023
- Premier tour de qualification de la Ligue Europa Conférence 2022-2023
- Promu d'Esiliiga 2021

## Compétition
Le classement est calculé avec le barème de points suivant : une victoire vaut trois points, le match nul un. La défaite ne rapporte aucun point.
Critères de départage :
1. Le moins de matchs annulés ou reportés ;
2. Faces-à-faces ;
3. Différence de buts dans les faces-à-faces ;
4. Le nombre général de victoires ;
5. Meilleure différence de buts générale ;
6. Nombre général de buts marqués

### Classement
| Rang | Équipe              | Pts  | J  | G  | N  | P  | Bp | Bc | Diff |
| ---- | ------------------- | ---- | -- | -- | -- | -- | -- | -- | ---- |
| 1    | Flora Tallinn       | 97   | 36 | 31 | 4  | 1  | 94 | 21 | +73  |
| 2    | Levadia Tallinn T   | 79   | 36 | 24 | 7  | 6  | 74 | 25 | +49  |
| 3    | Paide Linnameeskond | 65   | 36 | 19 | 8  | 9  | 84 | 37 | +47  |
| 4    | Nõmme Kalju         | 65   | 36 | 19 | 8  | 9  | 59 | 30 | +29  |
| 5    | FC Kuressaare       | 50   | 36 | 13 | 11 | 12 | 49 | 51 | -2   |
| 6    | Tammeka Tartu       | 39   | 36 | 10 | 9  | 17 | 38 | 57 | -19  |
| 7    | Narva Trans C       | 38   | 36 | 10 | 8  | 18 | 43 | 58 | -15  |
| 8    | Tallinna Kalev P    | 35   | 36 | 10 | 5  | 21 | 42 | 92 | -50  |
| 9    | TJK Legion          | 22-4 | 36 | 6  | 8  | 22 | 34 | 82 | -48  |
| 10   | Vaprus Pärnu        | 11   | 36 | 3  | 2  | 31 | 32 | 96 | -64  |

|  | Qualification pour le 1er tour de qualification de la Ligue des champions de l'UEFA 2023-2024    |
|  | Qualification pour le 1er tour de qualification de la Ligue Europa Conférence 2023-2024          |
|  | Qualification pour le barrage de relégation                                                      |
|  | Relégation en Esiliiga                                                                           |
|  | T : Tenant du titre C : Vainqueur de la Coupe d'Estonie 2022-2023 P : Promu de deuxième division |

### Résultats
| Résultats (▼dom., ►ext.)                                   | FLO | KUR | LEG | LEV | NAR | NOM | PAI | TAL | TAM | VAP |
| Flora Tallinn                                              |     | 4-0 | 2-0 | 2-0 | 1-0 | 2-0 | 0-0 | 7-1 | 3-2 | 6-1 |
| FC Kuressaare                                              | 0-3 |     | 1-0 | 1-1 | 1-2 | 1-1 | 2-1 | 1-0 | 3-0 | 3-2 |
| TJK Legion                                                 | 0-7 | 2-2 |     | 1-3 | 0-2 | 2-4 | 1-2 | 1-1 | 1-1 | 3-0 |
| Levadia Tallinn                                            | 1-1 | 1-0 | 2-0 |     | 6-0 | 1-1 | 1-0 | 5-1 | 4-0 | 4-1 |
| Narva Trans                                                | 0-3 | 0-1 | 2-1 | 0-1 |     | 2-1 | 1-2 | 5-0 | 0-2 | 3-1 |
| Nõmme Kalju                                                | 1-2 | 2-0 | 3-0 | 0-1 | 3-0 |     | 1-0 | 2-1 | 3-1 | 2-0 |
| Paide Linnameeskond                                        | 1-2 | 1-1 | 5-0 | 0-1 | 4-2 | 2-3 |     | 7-0 | 3-0 | 6-2 |
| Tallinna Kalev                                             | 2-4 | 0-3 | 2-2 | 0-1 | 5-2 | 0-3 | 0-3 |     | 1-0 | 1-0 |
| Tammeka Tartu                                              | 0-4 | 1-0 | 1-4 | 0-1 | 1-0 | 1-1 | 1-3 | 1-3 |     | 3-1 |
| Vaprus Pärnu                                               | 0-2 | 3-1 | 1-1 | 0-8 | 3-5 | 0-1 | 1-3 | 3-1 | 1-2 |     |
| - Victoire à domicile - Match nul - Victoire à l'extérieur |     |     |     |     |     |     |     |     |     |     |

| Résultats (▼dom., ►ext.)                                   | FLO | KUR | LEG  | LEV | NAR | NOM | PAI | TAL | TAM | VAP |
| Flora Tallinn                                              |     | 2-1 | 4-1  | 2-1 | 1-1 | 2-0 | 1-0 | 2-0 | 1-0 | 3-1 |
| FC Kuressaare                                              | 2-3 |     | 1-0  | 2-3 | 3-1 | 0-0 | 3-3 | 1-1 | 2-2 | 1-0 |
| TJK Legion                                                 | 0-1 | 3-2 |      | 1-1 | 1-0 | 1-2 | 1-1 | 2-3 | 1-1 | 2-1 |
| Levadia Tallinn                                            | 1-2 | 2-3 | 3-0  |     | 1-1 | 1-1 | 1-2 | 3-1 | 1-0 | 3-0 |
| Narva Trans                                                | 0-4 | 2-2 | 6-1  | 0-1 |     | 0-0 | 1-1 | 1-1 | 0-0 | 1-0 |
| Nõmme Kalju                                                | 1-0 | 3-1 | 1-0  | 0-1 | 1-1 |     | 1-2 | 6-0 | 1-1 | 4-0 |
| Paide Linnameeskond                                        | 1-2 | 0-0 | 10-0 | 0-0 | 2-0 | 1-0 |     | 1-2 | 3-0 | 4-2 |
| Tallinna Kalev                                             | 1-1 | 1-2 | 2-0  | 0-3 | 0-2 | 0-3 | 2-7 |     | 2-5 | 2-3 |
| Tammeka Tartu                                              | 0-1 | 1-1 | 2-0  | 0-3 | 2-0 | 3-0 | 1-1 | 1-3 |     | 1-0 |
| Vaprus Pärnu                                               | 1-7 | 0-1 | 0-1  | 2-3 | 1-0 | 0-3 | 1-2 | 2-3 | 1-1 |     |
| - Victoire à domicile - Match nul - Victoire à l'extérieur |     |     |      |     |     |     |     |     |     |     |

### Barrage de relégation
À la fin de la saison, l'avant-dernier de Meistriliiga affronte la deuxième meilleure équipe d'Esiliiga (qui n'est pas une équipe réserve) pour tenter de se maintenir. Les matchs ont lieu les 23 et 27 novembre 2022.
Le barrage oppose cette saison le TJK Legion au FC Elva (en), troisième du deuxième échelon, l'équipe réserve du Levadia Tallinn, vice-champion, n'étant pas éligible.
Disputée les 23 et 27 novembre 2022, la confrontation voit dans un premier temps l'Elva s'imposer 1-0 à l'extérieur lors du match aller avant que le Legion n'assure finalement son maintien grâce à un succès 3-0 au match retour.
| Équipe          | Aller | Total | Retour | Équipe            |
| --------------- | ----- | ----- | ------ | ----------------- |
| TJK Legion (D1) | 0 - 1 | 3 - 1 | 3 - 0  | (D2) FC Elva (en) |

Légende des couleurs
- Le club se maintient en première division.
- Promotion en première division.
- Le club reste en deuxième division.
- Relégation en deuxième division.

### Retrait du TJK Legion
Après avoir assuré son maintien, le TJK Legion annonce le 23 décembre 2022 son retrait de la première division pour des raisons financières. Le club évoluera en 2023 en deuxième division, le Vaprus Pärnu qui devait être relégué directement sera donc repêché.

## Bilan de la saison
| Championnat d'Estonie de football 2022  |                           |
| Champion                                | Flora Tallinn (14e titre) |
| Qualifications continentales            |                           |
| Ligue des champions de l'UEFA 2023-2024 | Flora Tallinn             |
| Ligue Europa Conférence 2023-2024       | Levadia Tallinn           |
| Ligue Europa Conférence 2023-2024       | Paide Linnameeskond       |
| Ligue Europa Conférence 2023-2024       | Narva Trans               |
| Promotions et relégations               |                           |
| Promus en Meistriliiga                  | Harju JK Laagri (en)      |
| Relégués en Esiliiga                    | TJK Legion                |